# Zulu (ciruela)
Zulu es una variedad cultivar de ciruelo (Prunus salicina), de las denominadas ciruelas japonesas.
Una variedad que crio y desarrolló a  principios del siglo XX Luther Burbank en Santa Rosa (California), siendo un híbrido complejo de Prunus salicina donde han intervenido numerosos polinizadores. 
Las frutas tienen una pulpa bastante suave, muy jugosa, con un sabor dulce. Tolera las zonas de rusticidad según el departamento USDA, de nivel 5 a 9.

## Historia
'Zulu' variedad de ciruela, de las denominadas ciruelas japonesas con base de Prunus salicina, que fue desarrollada y cultivada por primera vez en el jardín del famoso horticultor Luther Burbank en Santa Rosa (California) mediante una hibridación compleja. Burbank realizaba investigaciones en su jardín personal y era considerado un artista del fitomejoramiento, que intentaba muchos cruces diferentes mientras registraba poca información sobre cada experimento.
Zulu fue obtenido por Luther Burbank, quien dice con respecto a su ascendencia:

"Es un misterio, ya que tiene tres o cuatro generaciones a partir de innumerables cruces y no se parece a ninguna otra especie o variedad conocida".
"It is a mystery, being three or four generations from innumerable crosses, and resembles no other known species or variety.".
Plums of New York-MinorPlums-Zulu

La variedad 'Zulu' ha sido descrita: 1. Vt. Sta. An. Rpt. 12:230. 1899.

## Características
'Zulu' árbol medio y vigoroso, siendo su fuerte crecimiento erguido una característica notable de la variedad, extendido, bastante productivo. Flor blanca, parcialmente autocompatible en su polinización, buenos polinizadores son 'Santa Rosa', 'Friar' y 'Laroda', está considerada buena polinizadora para otras variedades, y puede tener una floración muy extendida según las condiciones climáticas. Es auto estéril necesita un polinizador adecuado.
'Zulu' tiene una talla de fruto mediano, de forma redonda o algo achatado, con una línea de sutura poco profunda; epidermis tiene una piel delgada, delicada, tersa y tierna con un color rojo opaco muy oscuro, casi negro, cubierta de lenticelas diminutas blanquecinas con una capa de pruina gruesa; cavidad ancha, abierta; pedúnculo corto, fuerte; pulpa roja, y tiene una textura firme, jugosa y a diferencia de muchas otras ciruelas, tiene un sabor rico y dulce.
Hueso adherido, mediano grande, redondeado, solo ligeramente aplanado.
Su tiempo de recogida de cosecha se inicia en su maduración de principios a mediados de septiembre. Calidad buena a excelente.

## Usos
Una buena ciruela de postre fresco en mesa, y numerosas aplicaciones culinarias.